# 401 a.C.
Il 401 a.C. (CDI a.C. in numeri romani) è un anno  del V secolo a.C.

## Eventi
- Agesilao II diventa re di Sparta
- La repubblica oligarchica di Eleusi viene presa a tradimento da Atene
- Battaglia di Cunassa: Ciro il Giovane si rivolta contro Artaserse II di Persia con l'aiuto di 10.000 mercenari greci, perdendo la vita nello scontro. I Greci, guidati da propri capi, tra i quali Senofonte, iniziano una marcia di rientro in patria, che sarà poi raccontata nell'Anabasi.
- Cina: Zhou an wang diventa re della dinastia Zhou.
- Roma
  - Tribuni consolari Lucio Giulio Iullo, Gneo Cornelio Cosso III, Marco Furio Camillo, Manio Emilio Mamercino III, Lucio Valerio Potito IV e Cesone Fabio Ambusto II

## Morti
- Agide II, sovrano spartano
- Ciro il Giovane, principe persiano
- Clearco di Sparta, mercenario e militare spartano
- Menone di Farsalo, mercenario greco antico
- Mitridate, militare persiano
- Prosseno di Beozia, mercenario greco antico
- Socrate di Acaia, militare greco antico